# Laphria scutellata
Laphria scutellata är en tvåvingeart som beskrevs av Macquart 1835. Laphria scutellata ingår i släktet Laphria och familjen rovflugor. Inga underarter finns listade i Catalogue of Life.